# Cathédrale Saint-Joseph de Malakal
Cette  cathédrale n’est pas la seule cathédrale Saint-Joseph.
La cathédrale Saint-Joseph, située à Malakal, capitale de l'état du Nil Supérieur au Soudan du Sud, est le siège de l'évêque du diocèse de Malakal.